# Hedera rhombea
Hedera rhombea är en araliaväxtart som först beskrevs av Friedrich Anton Wilhelm Miquel, och fick sitt nu gällande namn av Siebold och Bean. Hedera rhombea ingår i släktet Hedera och familjen Araliaceae.

## Underarter
Arten delas in i följande underarter:
- H. r. formosana
- H. r. rhombea

## Bildgalleri

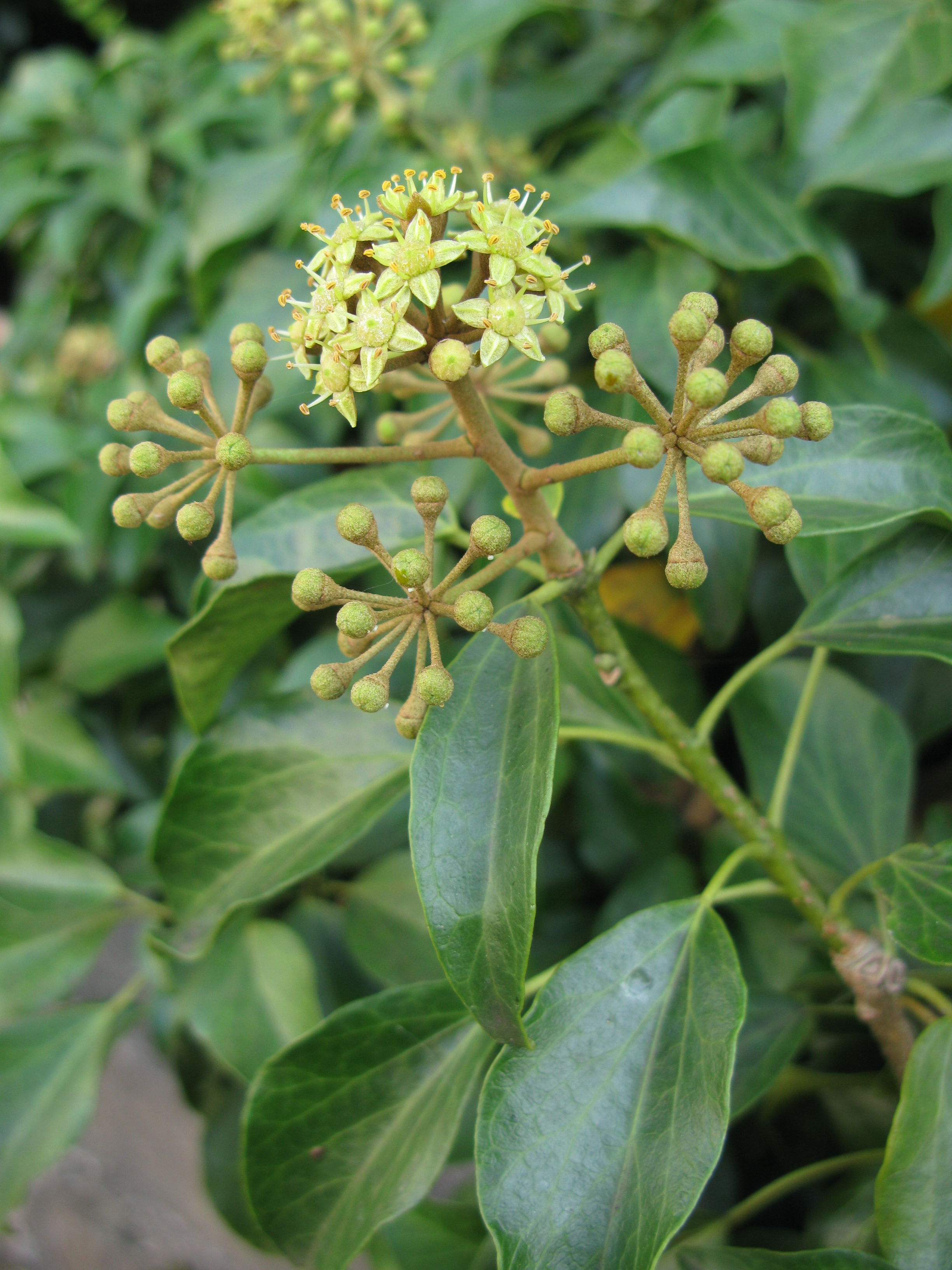
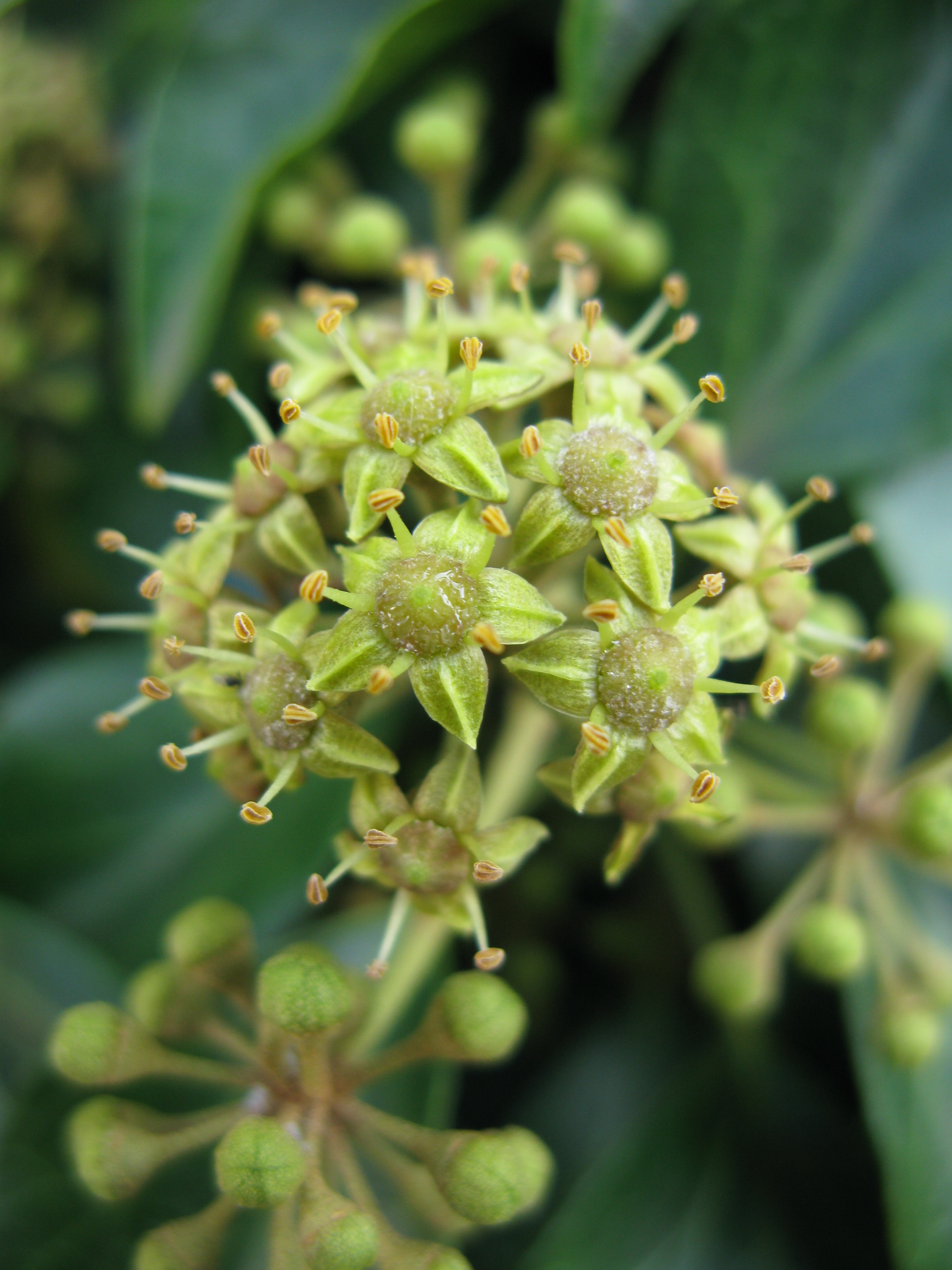
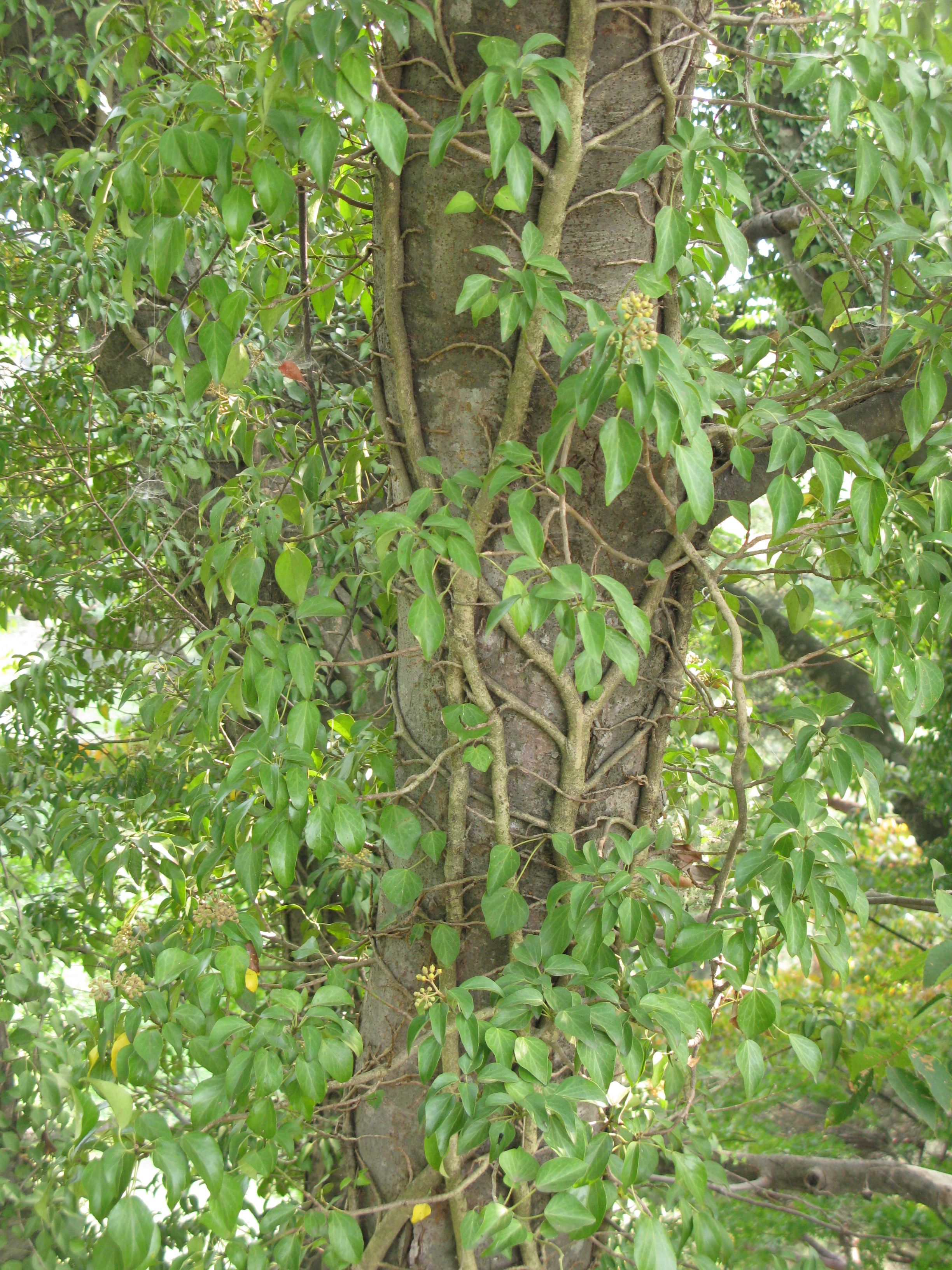
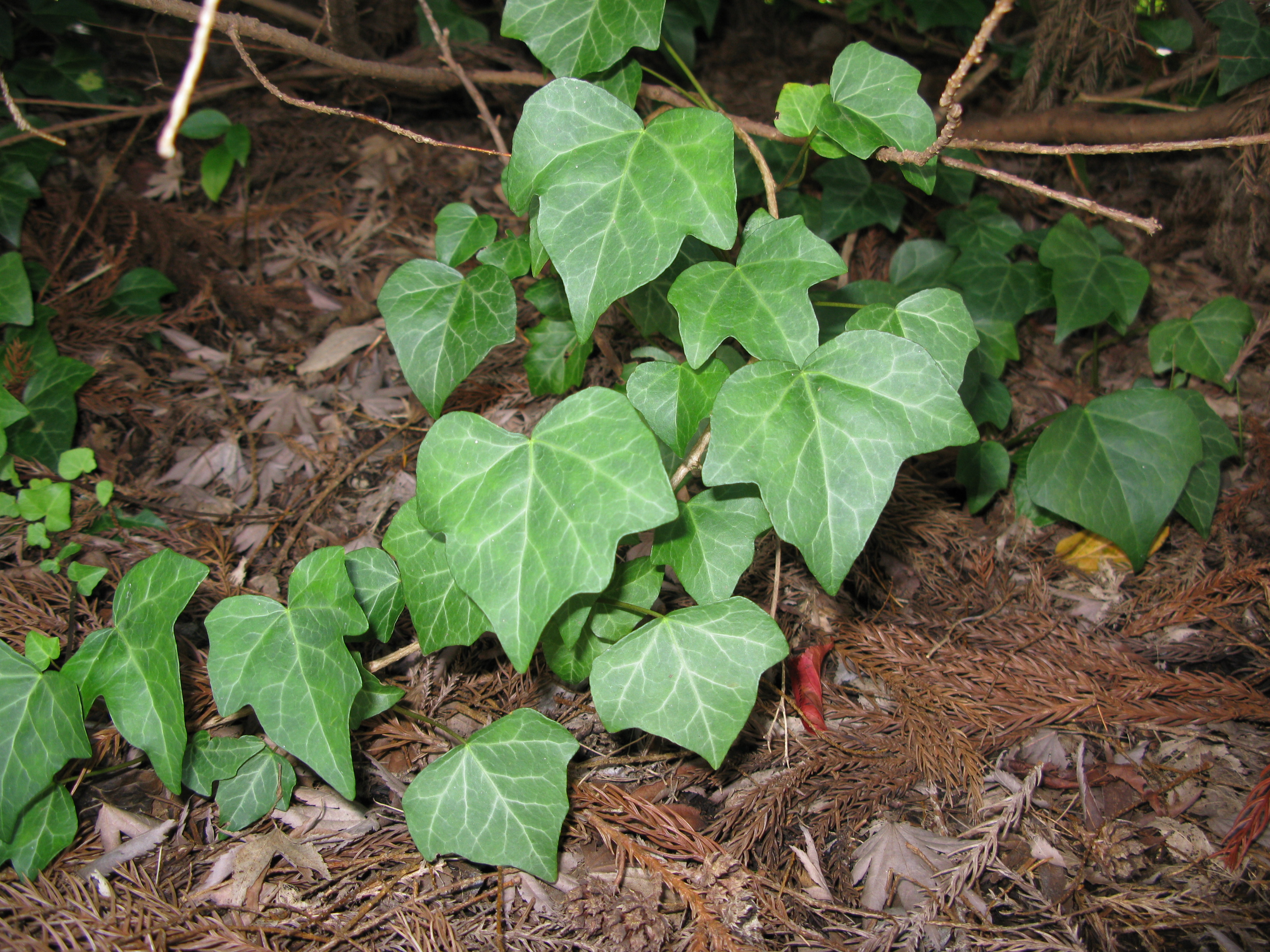
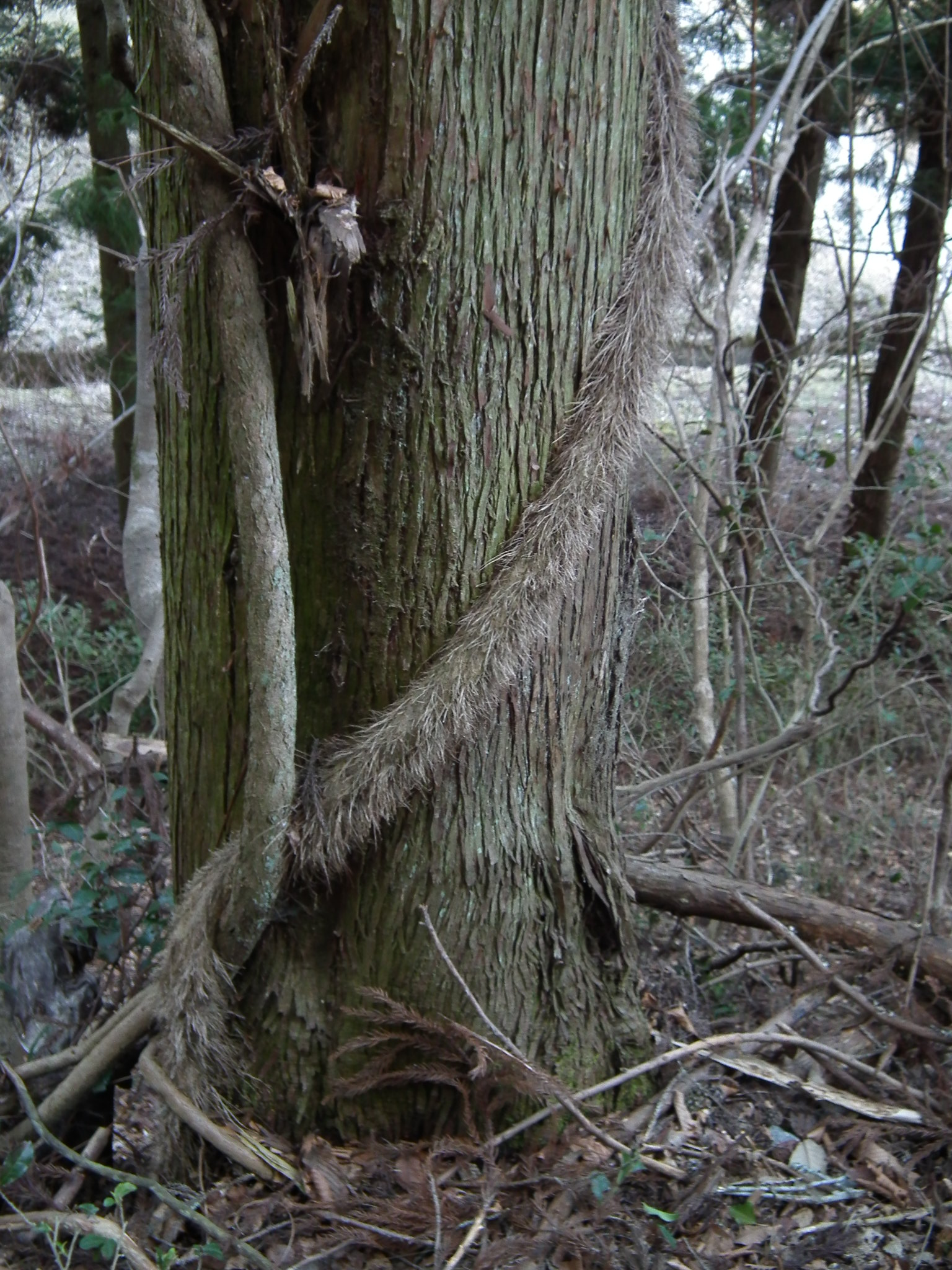
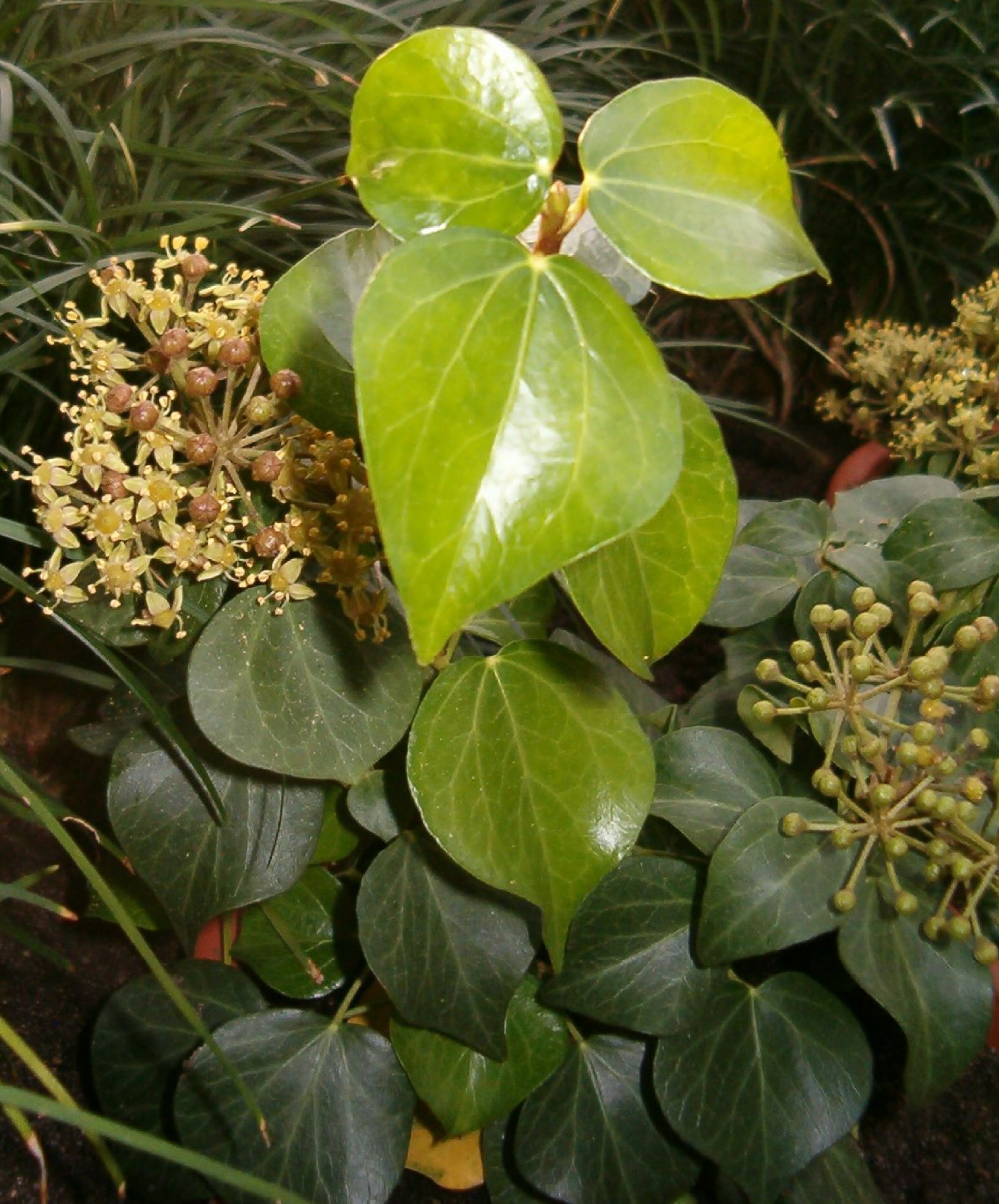